# Marynin (gmina Rejowiec)
Marynin – wieś w Polsce położona w województwie lubelskim, w powiecie chełmskim, w gminie Rejowiec. Obok miejscowości przepływa niewielka rzeka Rejka, dopływ Wieprza.
| SIMC    | Nazwa      | Rodzaj    |
| ------- | ---------- | --------- |
| 1026332 | Żabia Wola | część wsi |

5 maja 1944 wieś spacyfikowały wojska niemieckie. Zginęły 3 osoby a wiele wywieziono do więzienia w Chełmie, gdzie zostali zamordowani. Ustalono 19 nazwisk ofiar - mieszkańców wsi. W czasie pacyfikacji Niemcy spalili 64 gospodarstwa.
W latach 1975–1998 miejscowość należała administracyjnie do województwa chełmskiego. 
Wieś stanowi sołectwo gminy Rejowiec. Według Narodowego Spisu Powszechnego (III 2011 r.) liczyła 240 mieszkańców i była dziesiątą co do wielkości miejscowością gminy Rejowiec. 
Wierni Kościoła rzymskokatolickiego należą do parafii św. Jozafata Kuncewicza w Rejowcu.

## Historia
Wieś pojawia się w dokumentach z 1885 roku. Według Słownika geograficznego Królestwa Polskiego z roku 1885 Marynin stanowił kolonię w powiecie chełmskim, gminie Rejowiec (1867-1975), posiadał 227 mórg obszaru.